# Archéologie classique
L'archéologie classique est une discipline de l'archéologie dont l'objectif est d'étudier les vestiges matériels des cultures antiques du bassin méditerranéen, principalement la Grèce et la Rome antique.

## Description
L'archéologie avait déjà un intérêt purement antiquaire à l'époque de l'humanisme de la Renaissance. Parmi ses représentants importants figurent Flavio Biondo et Poggio Bracciolini. Cyriaque d'Ancône (v. 1391-v. 1455), un marchand et humaniste italien, est considéré comme l'un des pères fondateurs de l'archéologie classique moderne ; il est parfois appelé le « père de l'archéologie ». Johann Joachim Winckelmann est un fondateur de l'archéologie classique dans un sens historico-artistique et historico-culturel.
La discipline, qui traite de la période allant de la fin de l'âge du bronze (civilisation mycénienne) à la fin du VIe siècle, a joué dans les dernières décennies un rôle important dans les progrès de la recherche, en particulier en ce qui concerne l'Antiquité tardive. Les transitions vers la Préhistoire et la Protohistoire d'une part, vers l'archéologie paléochrétienne d'autre part, sont courantes. Si Winckelmann et ses premiers successeurs mettent encore clairement l'accent sur une classique approche critique, l'archéologie est désormais généralement caractérisée par une approche plus neutre de l'Antiquité.
L'archéologie classique s'étend de nos jours à la recherche en bibliothèque, qui joue une part dans le travail des archéologues qui n'est pas à dédaigner, et à l'exploitation des matériaux déjà trouvés ainsi que du travail archéologique sur le terrain. Depuis l'archéologie classique, en contraste avec l'histoire antique, ne se soucie guère des sources écrites mais traite principalement des vestiges matériels de l'époque, ceux-ci étant au centre des recherches. Il peut s'agir de vestiges de constructions, d'objets du quotidien, d'armes et même d'ordures ménagères ; tout ce que l'archéologue peut fournir comme informations sur le mode de vie de l'Antiquité a une importance. Il peut aussi d'agir d'objets historiquement pertinents pour l'art, tels que statues, bronzes, éléments ou vestiges architecturaux, vases, etc. Cela conduit de nos jours l'archéologie classique à se livrer dans une large mesure à de l'histoire de l'art antique.
En outre, de nombreux points de contact doivent exister entre l'archéologie classique et l'histoire antique ainsi que la Préhistoire et la Protohistoire, comme ces disciplines doivent fréquemment compter sur les résultats des autres : les preuves matérielles (archéologie) et littéraires (histoire antique) ne sont souvent pas indépendamment évalués les uns des autres. Une coopération interdisciplinaire n'est toutefois mise en œuvre que très rarement jusqu'à présent, au détriment de la science. L'approche méthodologique des historiens de l'Antiquité et des archéologues, en particulier sur l'Antiquité, étant souvent différente, les chercheurs évaluent et classent donc parfois incorrectement les sources et résultats de chacune des disciplines. De plus, le fait que les chercheurs étudient les deux disciplines au cours de leur formation pourrait ne pas y changer grand-chose.

## Séminaires et instituts

### Allemagne

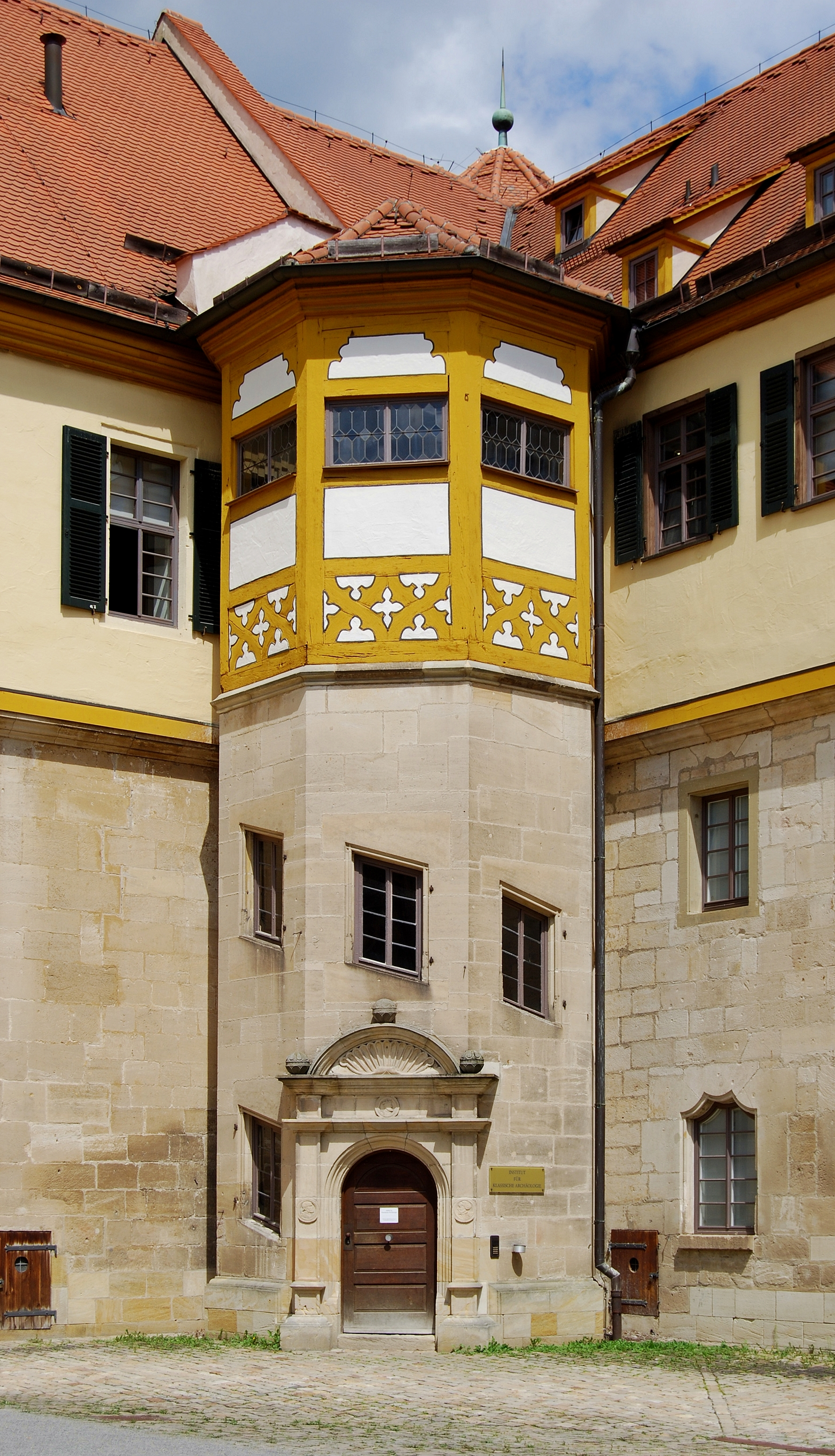
Institut d'archéologie classique de Tübingen

- Institut d'archéologie classique à l'Université libre de Berlin
- Institut d'archéologie classique à l'Université Humboldt de Berlin
- Institut des sciences archéologiques à l'Université de la Ruhr à Bochum
- Département d'archéologie classique à l'Institut d'histoire de l'art et d'archéologie de l'Université rhénane Frédéric-Guillaume de Bonn
- Institut d'archéologie classique à l'Université Friedrich-Alexander d'Erlangen-Nuremberg
- Département d'archéologie classique à l'Institut des sciences archéologiques de l'Université Johann Wolfgang Goethe de Francfort-sur-le-Main
- Archéologie classique à l'Institut des sciences archéologiques de l'Université de Fribourg-en-Brisgau
- Institut des sciences archéologiques à l'Université de Giessen
- Institut archéologique à l'Université de Göttingen
- Institut des sciences archéologiques à l'Université d'Iéna
- Département d'archéologie classique à l'Université de Heidelberg
- Archéologie classique et archéologie des provinces romaines à l'Institut archéologique de l'Université de Cologne
- Institut d'archéologie classique et musée d'art antique à l'Université de Leipzig
- Séminaire archéologique à l'Université de Marbourg
- Institut d'archéologie classique à l'Université Louis-et-Maximilien de Munich
- Institut Heinrich-Schliemann des sciences archéologiques à l'Université de Rostock
- Institut d'archéologie classique à l'Université de la Sarre
- Archéologie classique à l'Université de Trèves
- Institut d'archéologie classique à l'Université Eberhard Karl de Tübingen
- Département d'archéologie classique à l'Université de Wurtzbourg

### Autriche
- Archéologie classique à l'Institut de l'archéologie de l'Université d'Innsbruck

### Pays-Bas
- Archéologie classique et méditerranéenne à la faculté d'archéologie de l'Université de Leyde[1]

### Suisse
- Séminaire archéologique à l'Université de Bâle
- Institut d'archéologie de la Méditerranée à l'Université de Berne
- Institut d'archéologie et d'études byzantines à l'Université de Fribourg
- Unité d'archéologie classique au département des sciences de l'antiquité de l'Université de Genève
- Institut d'archéologie et des sciences de l'antiquité à l'Université de Lausanne
- Institut et collection archéologique à l'Université de Zurich
- Chaire d'archéologie de la Méditerranée antique de l'Institut d'archéologie et des sciences de l'Antiquité de l'Université de Neuchâtel

## Journaux

### Allemand
- Antike Kunst
- Archäologischer Anzeiger
- Jahrbuch des Deutschen Archäologischen Instituts
- Jahreshefte des Österreichischen Archäologischen Instituts
- Mitteilungen des Deutschen Archäologischen Instituts. Athenische Abteilung
- Mitteilungen des Deutschen Archäologischen Instituts. Römische Abteilung

### Anglais
- American Journal of Archaeology
- Hesperia. Journal of the American School of Classical Studies at Athens
- Journal of Roman Archaeology
- Papers of the British School at Rome
- The Annual of the British School at Athens

### Français
- Bulletin de correspondance hellénique
- Mélanges de l'École française de Rome : Antiquité
- Revue archéologique

### Italien
- Annuario della Scuola archeologica di Atene e delle missioni italiane in Oriente
- Archeologia classica
- Studi etruschi